# オマール・スレイマン
オマル・スレイマン（Omar Souleyman）はシリア・ラース・アル＝アイン近郊のテル・タメルという村出身のシリアン・テクノ・アーティスト。1994年に活動開始してからシリア特有の民族舞踊であるダブケをダンス・ミュージックに昇華させたシリア音楽界の伝説と呼ばれている。主に結婚式でパフォーマンスを重ね、3枚のコンピレーション・アルバムと一枚のライヴレコーディングをリリース。初めてスタジオでレコーディングされたアルバム、『ウェヌ・ウェヌ』(2013) はフォー・テットことキエラン・ヘブデンがプロデュースを手掛けている。

## 略歴
1966年ジャジーラの北東部に位置する町、ラース・アル＝アインで育った。幼い頃にブズーキやラバーブなどを使ったシリアのフォーク・ミュージックを耳にしたのがきっかけで音楽を始める。1996年、クルド音楽グループに当時所属していた作曲家であり、キーボード担当のリザン・サイードを音楽パートナーとして抜擢。以来彼とツアー、レコーディングをしてきている。サイードと結婚式でライヴをした際に録音し、イシューしたカセット・テープは、500個以上に及ぶ。
カセット・リリースの中で 『ジェニ』が空前のヒットを起こし、国民的に知られるようになったスレイマンは2004年、Sublime Frequenciesのコンピレーション・アルバム 『アイ・リメンバー・シリア』 に曲を収録され、世界的知名度を得た。ビョークに大絶賛され、彼は2011年に彼女の楽曲「クリスタライン」のリミックスを手掛けている。

## 音楽スタイル
スレイマンは1996年以来、足踏みをしながら輪になり踊る中東の伝統舞踊であるダブケをダンス・ミュージックに進化させてきた。音楽のスタイルに柔軟性のないダブケの一種、バラディのスタイルとは変わって、テンポや言語を自由自在に操るのがスレイマンの特徴である。『ウェヌ・ウェヌ』では言語の壁を破るようにトルコ語、クルド語、イラク語、と様々な言語で歌う。同じ曲を別言語でも表せることが狙いだと彼は話している。

### コンピレーション
- ハイウェイ・トゥ・ハッサッケ (Highway to Hassake) (2006)
- ダブケ2020 Dabke 2020EP (2009)
- ハフラット・ガービア-ザ・ウェスタン・コンサーツ(2LP) Haflat Gharbia – The Western Concerts (2LP) (2011)
- レ・ジェニ(2LP, フル・レングス・シリアン・テープ・リイシュー) Leh Jani(2LP, full length Syrian tape reissue) (2011)

### アルバム
- ウェヌ・ウェヌ　Wenu Wenu (2013)

### ビデオ
- Omar Souleyman - Wenu Wenu (Official Audio)
- Björk - Crystalline (Omar Souleyman Remix)
- Omar Souleyman at RBMA Weekender Madrid (ビデオ)

## インタビュー
- FADER Personal History: Omar Souleyman(英語)
- SPIN Long Distance Dabke: Omar Souleyman Records in Brooklyn(英語)